# 세계희귀질환기구
세계희귀질환기구(Rare Disease Colloquium -RDC)는 세계보건기구내에 희귀질환 퇴치, 감독 및 관리를 위해 편성된 국제기구다.

## 주요 활동
- 희귀성 질환 정보 공유 및 교육.[2]
- 희귀 난치성 질환 글로벌 협약 및 연구개발 사업.[3]
- 의료 취약지대 모니터링.[4]

## 같이 보기
- 세계보건기구
- 국경없는의사회
- 국제백신연구소
- 국제 적십자 위원회
- 국제직무교환기구
- 유엔난민기구
- UNICEF
- 희귀질환의 날
- 유럽 희귀질환 연합회 (European Organisation for Rare Diseases)